# LeCroy
LeCroy ou désormais TeledyneLeCroy est une entreprise américaine qui développe des instruments de mesure dédiés à la physique des hautes énergies et des systèmes de télécommunications (USB, Ethernet, etc.). Ses principaux produits sont des oscilloscopes à large bande et des analyseurs de protocole.

## Métiers et organisation
Les principaux domaines d'activités de la société sont le développement, la réalisation et la commercialisation de numériseurs temps réel ou temps équivalent et d'analyseurs de protocole (à l'instar de USB ou de l'Ethernet haut débit). La société a réalisé un chiffre d'affaires de 160 millions de dollars pour l'année fiscale 2008.
En 2008, son président est Thomas H. Reslewic. Le siège de la société est situé à Chestnut Ridge dans l'État de New-York aux États-Unis. En outre, LeCroy est représentée à travers l'Asie et l'Europe via un réseau de filiales et de distributeurs.

## Historique
Walter O. LeCroy fonda en 1964 sa société éponyme, LeCroy Research Systems afin de développer et commercialiser des instruments de mesure pour les besoins de la physique des Hautes Énergies. Il s'installa dans une ancienne laverie à Irvington dans l'État de New York. Ses premiers produits sont fortement dédiés à la capture et à l'analyse de particules subatomiques.
En 1965, malgré son secteur de marché relativement restreint, la société prospère et Walter LeCroy décide de quitter l'ancienne laverie pour un local plus adapté à Elmsford dans l'État de New-York. Un second déménagement à West Nyack (État de New-York) suivra deux ans plus tard pour permettre l'agrandissement de la société.  
En 1972, Walter LeCroy installe un laboratoire de conception avec une usine de production  à Genève en Suisse proche de l'un de ses principaux clients, le CERN (Organisation Européenne pour la Recherche Nucléaire). 
La société établira par la suite des filiales de vente de supports techniques pour l'Europe, l'Asie et l'Amérique.
En 1976, le siège de la société s'installera définitivement à Chesnut Ridge dans l'État de New York.
Au début des années 1980, la société contrôlait 80 % des parts de marché des instruments de mesure pour la physique des Hautes Énergies, cependant ce marché ne semblait pas voué à croitre. Dans ce contexte, la société LeCroy Researh Systems a choisi de diversifier son offre en utilisant ces technologies pour développer des instruments plus généralistes et décide de changer de nom au profit de LeCroy Corporation.
En 1985, LeCroy a introduit son premier oscilloscope numérique (LeCroy 9400) qui est également le premier oscilloscope numérique de l'histoire, trouvant ainsi un secteur de niche dans le domaine du test et mesure. Ce changement de politique industrielle s'avéra judicieux car les budgets de la recherche américaine baissèrent courant de ces années. Cependant, cette nouvelle orientation a nécessité une réorganisation des forces de vente, car les ingénieurs commerciaux travaillaient directement avec leurs anciens professeurs et collègues de laboratoire. En outre, le nombre de clients était relativement restreint et 46 ingénieurs commerciaux suffisaient pour couvrir le marché. À l'opposé, le marché de l'oscilloscopie était un marché fortement concurrentiel qui nécessitait d'identifier de nouveaux clients. Afin de répondre à ce nouveau besoin, la société LeCroy a mis en place des séminaires de formation interne et recruté de nouveaux ingénieurs commerciaux. 

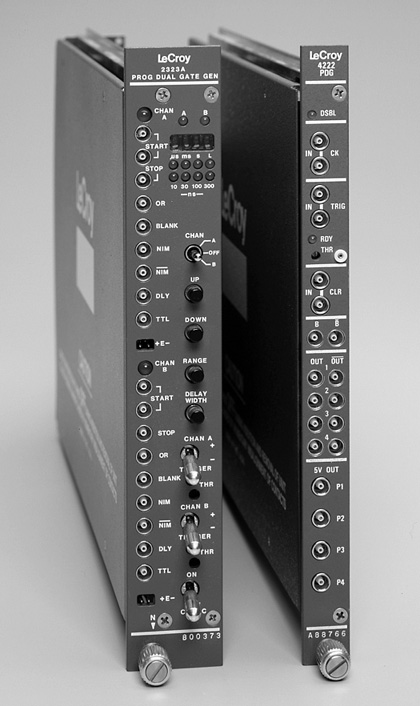
4222 et 2323A : Cartes générateurs de retard au format CAMAC développées par la société LeCroy à la fin des années 1980

LeCroy avait une très bonne image auprès des physiciens mais était inconnue des techniciens et des ingénieurs en électronique au contraire de Tektronix et de Hewlett-Packard. Dans ce contexte, LeCroy a développé des produits innovants avec une grande réactivité et complémentaires des concurrents.  
En 1985, les revenus liés à la vente d'oscilloscopes s'élèvent à 20 millions de dollars. Cinq années plus tard, ils seront de 55 millions de dollars et assez élevés pour rendre les concurrents inquiets. À la fin de l'année 1993, les oscilloscopes numériques représentaient 70 % des revenus de la société et deux ans plus tard 80 %. Au même moment, les ventes d'instruments de mesure pour la physique des Hautes Énergies diminuaient progressivement.
En 1992, Tektronix assigna LeCroy en justice pour violation de brevets. Le différend se poursuivit pendant deux ans jusqu'à un accord à l'amiable entre les deux parties. LeCroy signa une autorisation de licence sur quatre brevets. Il versa 1,5 million de dollars à Tektronix et devra reverser une partie du prix de ses ventes sous forme de 'royalties' à hauteur minimum de 3,5 millions de dollars sur 10 ans (plus 3,5 millions de dollars supplémentaires en fonction des ventes). En outre Tektronix, se donna le droit de rompre leur accord si LeCroy rentrait dans le capital d'une société concurrente à hauteur de 20 % (selon une liste de sociétés définie par Tektronix). En outre, si une société concurrente rentrait dans le capital de LeCroy ou si LeCroy transférait les technologies liées aux brevets à une autre société concurrente, l'accord de licence serait également rompu. Cette politique de Tektronix correspondait à une volonté de conserver son leadership.
En 1993, Walter LeCroy commença le processus de mise en bourse de sa société et décida de la rendre plus rentable en renforçant les compétences dans les domaines de la vente et du marketing. Il nomma Lutz P. Henckels comme chef de direction (CEO, Chief Executive Officer).
La stratégie de Henckel était de réduire les produits dédiés à la physique de Haute Énergie et éliminer progressivement les oscilloscopes en fin de vie tout en limitant l'offre de LeCroy à la gamme 9300 (haut de gamme), qui représentait la majorité des revenus de l'entreprise. LeCroy a aussi augmenté ses efforts pour développer des oscilloscopes mieux adaptés aux domaines du test pour les réseaux et le monde des télécommunications. Bien que ses changements causèrent des pertes importantes, 1 million de dollars pour l'année 1994, ils étaient nécessaires pour positionner la société dans une situation plus confortable dans le contexte du passage en bourse. En juin 1995 (fin de l'exercice fiscal de l'année), les recettes de LeCroy dépassèrent les 82 millions de dollars avec un bénéfice net de 2.6 millions de dollars. 

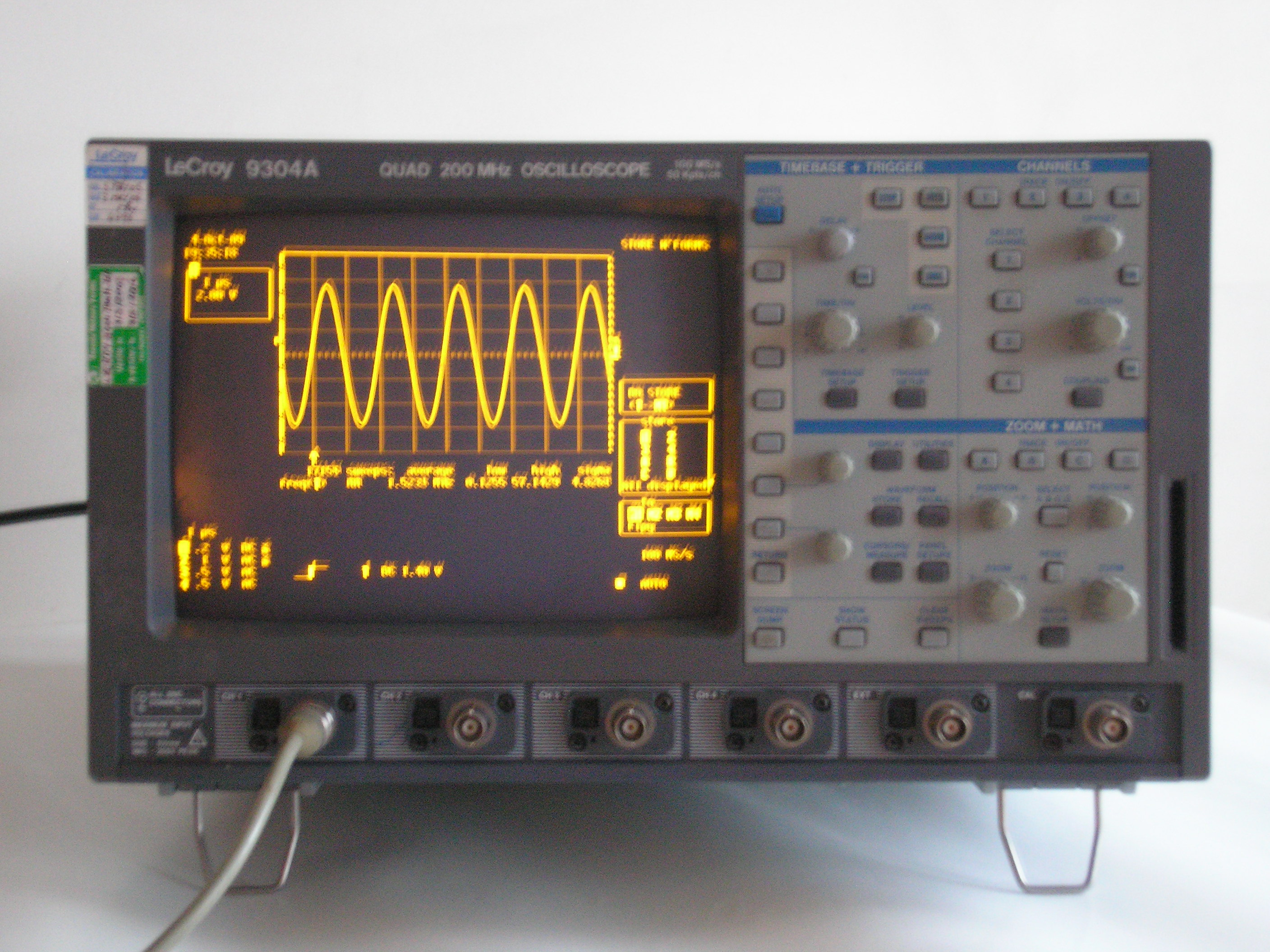
Oscilloscope numérique LeCroy, référence 9304A

En novembre 1995, la compagnie était prête à faire une offre de capitalisation (NASDAQ)  en bourse, 2.1 millions d'actions à 12 dollars chacune. Sur les 16,1 millions de dollars recueillis, 14,7 millions ont été dépensés pour rembourser la dette.
À la fin de l'année 1995, LeCroy possédait 10 % de part de marché sur le secteur des oscilloscopes numériques, devancé seulement par Tektronix à 44,5 % et Hewlett-Packard avec 17,8 %.
En 1996, LeCroy introduit dans le milieu de gamme la famille des 9384 afin de concurrencer Tektronix et ses 50 % de part sur un marché de 250 millions de dollars. La compagnie signa également un accord de licence avec la société Fluke pour la réalisation d'oscilloscopes portables. Fluke (4e constructeur d'oscilloscope avec 5,8 % de part de marché à cette époque) souhaitait profiter de la technologie de LeCroy en échange de royalties. À la fin de l'année fiscale, les revenus de LeCroy atteignaient 101,5 millions de dollars avec un bénéfice net de 4,3 millions de dollars. L'année suivante les revenus firent un bond à 117,1 millions de dollars pour un bénéfice net de 7 millions de dollars.
En 1997, pour la première fois, LeCroy s'agrandit en externe via l'acquisition de Preamble Instruments situé à Beaverton en Oregon. Cette société était spécialisée dans la réalisation d'amplificateurs différentiels et de sondes passives. Cette même année, LeCroy introduisit un analyseur de protocole dédié au LAN nommé NEWSLine et renforça cette activité via l'acquisition de Digitech Industries spécialisée dans les protocoles de télécommunications. Digitech Industries est devenue alors une filiale de LeCroy sous le nom Vigilant Networks.
Bien que les revenus augmentèrent en 1998 pour atteindre 131 millions de dollars, LeCroy perdit près de 2 millions de dollars. L'année suivante, les revenus baissèrent à 126,2 millions de dollars en dépit d'une augmentation des ventes en Europe et aux États-Unis. Le reste des ventes dans le monde diminua de près de 30 %, en particulier en Asie (crise économique asiatique). Le résultat de l'année 1999 était une perte nette de 6.8 millions de dollars. Dans ce contexte, LeCroy diminua ses effectifs et ferma son usine en Suisse (les anciens de LeCroy en Suisse fondèrent la société Acqiris) et rapatria les chaînes de production dans les locaux de Chesnut Ridge. En 2000, LeCroy enregistra encore des pertes nettes (3.4 millions de dollars) principalement liée à la restructuration.  Afin de compenser les pertes, LeCroy revendit Vigilant Networks à Gentek pour 12 millions de dollars. Cette vente ralentit fortement l'activité de LeCroy dans l'analyse série liée à la perte de connaissances et d'expertises.
En 1998, LeCroy acquit la société Coréen Woojoo Hi-Tech Corporation, son distributeur coréen depuis 1991. Ses investissements continuèrent en Asie via une participation de 7 millions de dollars dans la société japonaise Iwatsu Electric Company (cette société distribuait déjà des oscilloscopes LeCroy). L'objectif de ce partenariat était de vendre des produits complémentaires à la gamme LeCroy sur le territoire nord-américain.    
En 1999, LeCroy augmenta ses dépenses de R&D passant de 13 à 15 % de son chiffre d'affaires. En trois ans, la compagnie dépensa 11 millions de dollars pour améliorer ses installations et son système de management. 
En 2000, LeCroy acquit la société Lightspeed Electronics qui commercialisait un analyseur de composant HF. De cette acquisition, LeCroy commercialisa un produit à son nom, un analyseur de composant HF 60 GHz nommé MCA1060 (fonction proche d'un analyseur de réseau).   
En 2001, LeCroy annonça la fin de son activité de fabrication de cartes modulaires aux formats VME, CAMAC, NIM et FASTBUS au profit de son activité en oscilloscopie rapide.
En 2002, Thomas H. Reslewic est devenu le président et le CEO de LeCroy.
En fin d'année 2004, LeCroy racheta la société CATC (Computer Access Technology) spécialisée dans la réalisation d'analyseurs de protocole. CATC est désormais la division protocole (Protocol Solutions Group) de la société.
En 2005, la société LeCroy commercialisa son premier numériseur à échantillonnage, la série WaveExpert (bande passante atteignant 100 GHz), utilisant une technologie d'entrelacement propre CIS (Coherent Interleaving Sampling).
Cette même année, la société LeCroy introduit également un oscilloscope temps réel, SDA11000, avec une technologie hétérodynage similaire à celle d'un récepteur FM (technologie Digital Bandwidth Interleaving). Cette technologie permettra à LeCroy de suivre la Loi de Moore appliquée aux numériseurs (doublement de la bande passante tous les 18 mois).
En 2009, la société introduit le premier numériseur temps réel, WaveMaster 830 Zi (30 GHz sur deux voies), dont la bande passante dépasse 20 GHz en améliorant la technologie dBi.
En 2010, la société annonce la sortie avant la fin de l'année d'un numériseur 45 GHz de bande passante et 60 GHz en 2011. Cette même année, LeCroy lance sur le marché de la mesure l'équivalent d'un analyseur de réseau vectoriel dans le domaine temporel dénommé SPARQ.
En 2011, LeCroy via un partenariat avec la société SP Devices introduira le premier oscilloscope 12 bits temps réel large bande (600 MHz de bande passante) WaveRunner HRO.
En 2012, LeCroy dépasse son propre record de bande passante avec une solution modulaire dénommée LabMaster 10 Zi à 65 GHz de bande passante et une fréquence d'échantillonnage de 160 Géch/s. Cette solution repose sur une méthode d'entrelacement fréquentielle dBi (septième génération) et l'intégration de la technologie silicium germanium 8HP de la société IBM.
LeCroy prévoit un oscilloscope avec une bande passante atteignant 100 GHz pour l'année 2013.
Le 29 mai 2012, la société Teledyne Technologies Incorporated annonce l'acquisition de la société LeCroy par le rachat des actions, des stock options et de la dette de la société.